# Piepenbrock Pyrotechnik
Piepenbrock Pyrotechnik (kurz PPT) war der Name einer ehemaligen Gesellschaft mit beschränkter Haftung mit Sitz im pfälzischen Göllheim. Die PPT entwickelte Feuerwerksartikel und pyrotechnische Munition und hatte Zweigwerke in Wuppertal sowie in Oberried am Brienzersee in der Schweiz.

## Geschichte

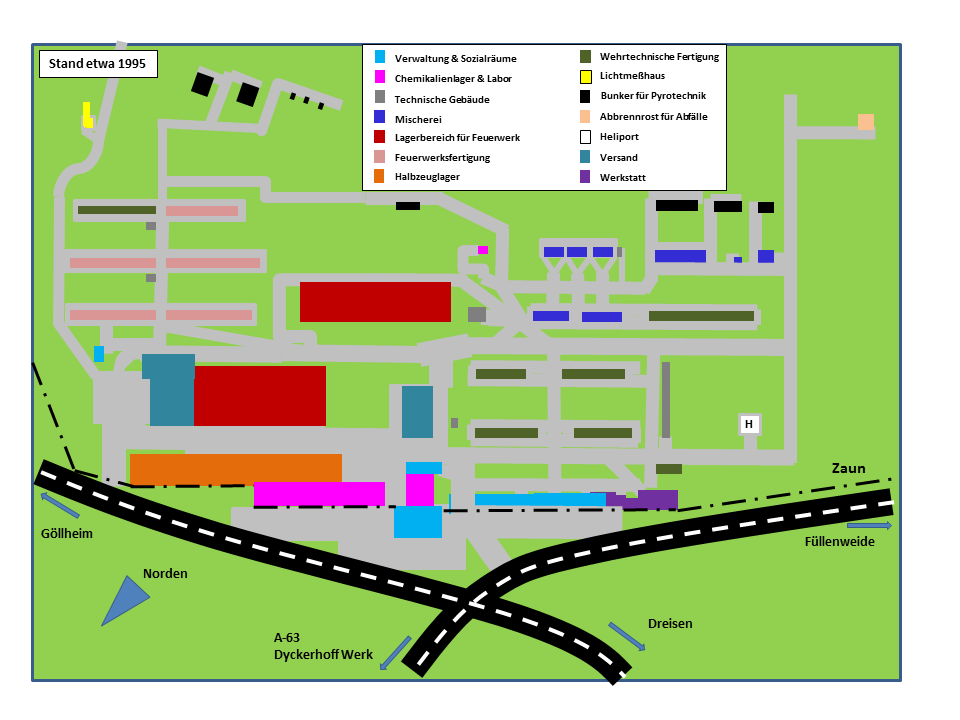
Skizze des ehemaligen Werks Piepenbrock Pyrotechnik in Göllheim/Pfalz; die Belegung der Bauten entspricht etwa dem Stand Mitte der 1990er Jahre

Die Piepenbrock Pyrotechnik GmbH war ein ehemaliges Tochterunternehmen von Piepenbrock Service und hatte ihren Sitz in Göllheim, Ruhweg 21. Im Jahre 1981 übernahm die in Osnabrück ansässige Piepenbrock Dienstleistungsgruppe die Pyrotechnische Fabrik F. Feistel KG in Göllheim; deren Firmengründer Fritz Feistel 1979 im Alter von 49 Jahren verstorben war. Das Unternehmen beschäftigte sich mit der Fertigung und Entwicklung von pyrotechnischer Munition sowie Feuerwerkskörpern. 1983 wurde der Standort in Göllheim in Richtung der östlich vom bisherigen Firmengelände liegenden Umgehungsstraße um Gebäude für Produktion, Lager und Versand erweitert und zählte damit bundesweit zu den modernsten Produktionseinrichtungen für pyrotechnische Produkte. Mit der Erweiterung entstanden etwa 80 neue Arbeitsplätze, so dass die Beschäftigtenzahl auf etwa 350 Mitarbeiter anwuchs. 1988 erfolgte mit dem Kauf der Pyrotechnischen Fabriken Hans Moog – H. Nicolaus in Wuppertal-Ronsdorf die Umfirmierung zur Piepenbrock Pyrotechnik GmbH. 1989 wurde die traditionsreiche Feuerwerksfabrik Hans Hamberger AG in Oberried am Brienzersee in der Schweiz in die Piepenbrock Pyrotechnik GmbH integriert. 1997 erhielt ein Konsortium aus PPT und der zum Rheinmetall-Konzern gehörenden Nico Pyrotechnik in Trittau einen Großauftrag zur Fertigung von 150.000 Stück DM55 Schnellnebelwurfkörper für die Bundeswehr. Aufgrund dieses Auftrags wurde für die Herstellung der infrarotdeckenden Nebelwirkladung bei PPT eine neue Fertigungslinie im östlichen Bereich des Göllheimer Betriebs errichtet. 1999 zog sich die Piepenbrock Gruppe dann aus dem Geschäftsfeld Wehrtechnik zurück und veräußerte ihren Standort in Wuppertal, sowie ihre Wirtschaftsgüter am Standort Göllheim in einem Asset Deal an die zur Diehl Stiftung gehörenden Comet Pyrotechnik Apparatebau GmbH mit Sitz in Bremerhaven. Das Gelände wurde für zehn Jahre an die Diehl Stiftung verpachtet. Die PPT war bis zum Asset Deal an die Comet GmbH Pyrotechnik Apparatebau im Jahre 1999 der größte Arbeitgeber in der Verbandsgemeinde Göllheim. Die nebenstehende Grafik zeigt die unterschiedlichen Betriebsbereiche des Werks Göllheim. Die Hans Hamberger AG verblieb nach 1999 noch im Besitz von Piepenbrock und wurde zum Jahresende 2012 an die Société Suisse des Explosifs (SSE) veräußert. Die Firma firmiert seit dem 1. Januar 2013 als Hamberger Swiss Pyrotechnics AG und wurde im September 2013 nach Wimmis in die Schweiz verlagert.

## Feuerwerk

Logo der Marke Feistel Feuerwerk

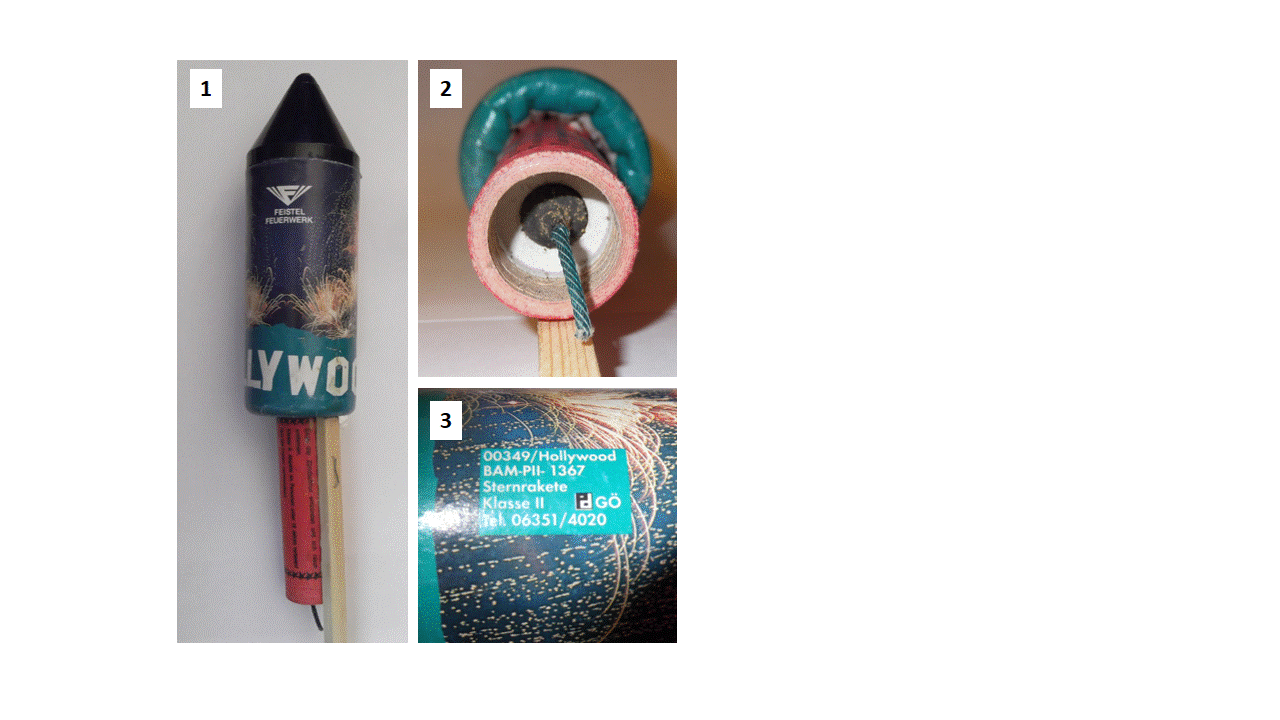
Klasse-II-Rakete aus Göllheimer Produktion

Zu den Besonderheiten des Feuerwerkssortiments der Piepenbrock Pyrotechnik, die den Markennamen Feistel bis 1999 weiterführte, zählten die selbst gefertigten Raketen, Bodenknallkörper, wie Reibkopfknaller und Kanonenschläge, und Vulkane. Auf den Göllheimer Produktionseinrichtungen konnten bis zu zwölf Millionen Raketen im Jahr gepresst und geheftet werden. Die ehemals zur PPT gehörende Hans Hamberger AG in Oberried fertigte hauptsächlich Großfeuerwerksartikel für den schweizerischen Markt. Dazu zählten Vulkane und Raketen sowie Hagel- und Lawinenabwehrraketen.

## Militärische Pyrotechnik
Wie schon zu Zeiten des Firmengründers Fritz Feistel dominierte bei der PPT das wehrtechnische Produktprogramm. Dieses umfasste Leucht- und Signalmunition, Farbrauche und Tarnnebel, Luftfahrzeugscheinziele, Reizstoffmunition, Alarmsignale, Übungsmunition, Schockwurfkörper (umgangssprachlich als Blendgranaten bezeichnet), sowie pyromechanische Geräte wie z. B. Reefleinenschneider und Abreisszünder. Am Standort im schweizerischen Oberried wurde überlagerte Signal- und Leuchtmunition aus Schweizer Beständen delaboriert.